# 拉斯烏瓦斯
拉斯烏瓦斯（西班牙語：Las Uvas），是巴拿馬的城鎮，位於該國中東部，由西巴拿馬省的聖卡洛斯區負責管轄，面積18.1平方公里，海拔高度48米，2010年人口1,587，人口密度每平方公里87.7人。